# Atractylis carduus
Atractylis carduus là một loài thực vật có hoa trong họ Cúc. Loài này được (Forssk.) C.Chr. mô tả khoa học đầu tiên năm 1922.